# Azet
Azet is een gemeente in het Franse departement Hautes-Pyrénées (regio Occitanie) en telt 146 inwoners (1999). De plaats maakt deel uit van het arrondissement Bagnères-de-Bigorre.

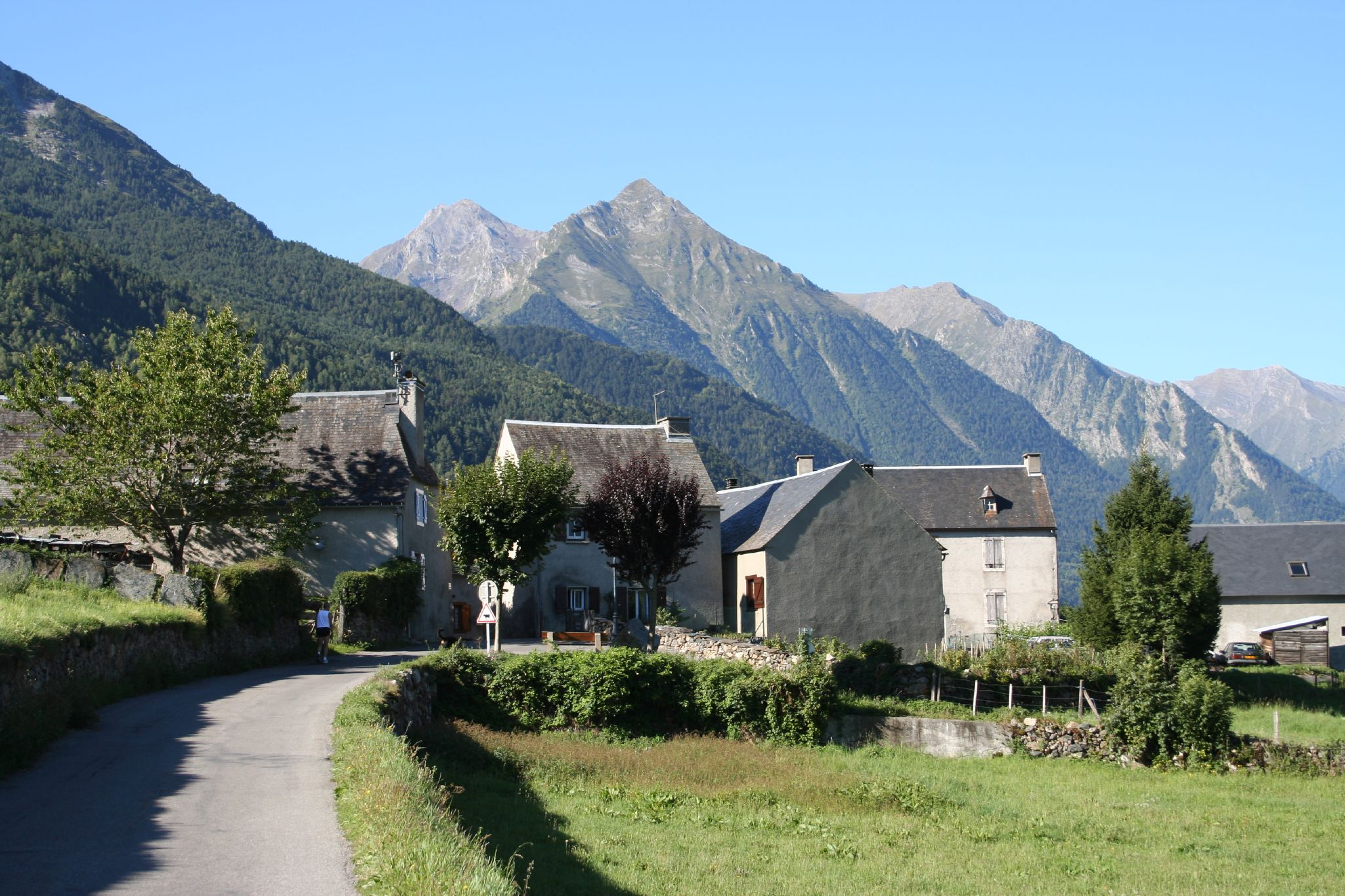
Azet

## Geografie
De oppervlakte van Azet bedraagt 27,0 km², de bevolkingsdichtheid is 5,4 inwoners per km².

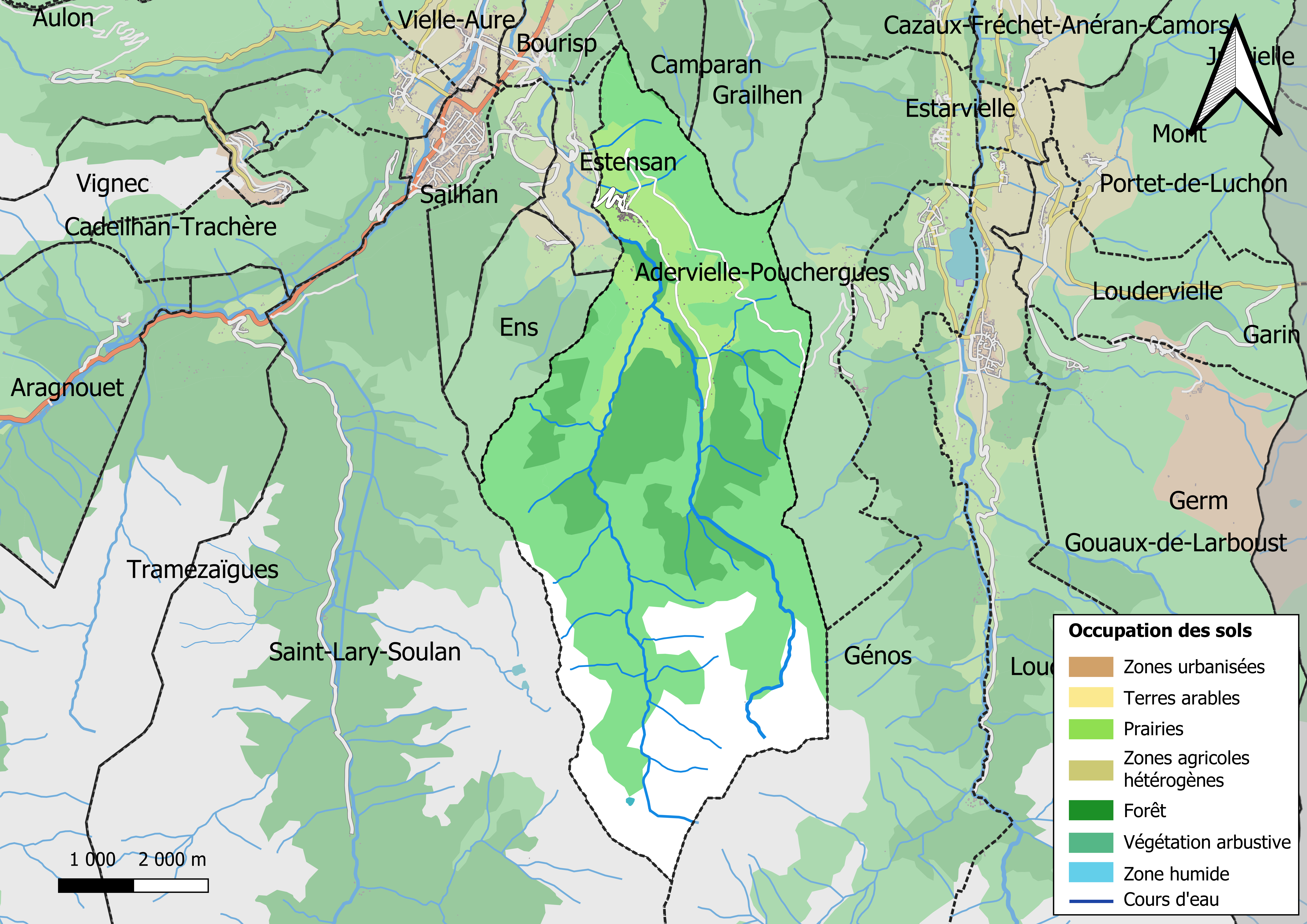
Kaart van de gemeente met belangrijkste infrastructuur, bodemgebruik en omliggende gemeenten

## Demografie
Onderstaande figuur toont het verloop van het inwonertal (bron: INSEE-tellingen).